# Rıdvan Yılmaz
Pour les articles homonymes, voir Yılmaz.
Rıdvan Yılmaz, né le 21 mai 2001 à Gaziosmanpaşa en Turquie, est un footballeur international turc qui évolue au poste d'arrière gauche aux Rangers FC.

## Biographie

### Beşiktas
Né à Gaziosmanpaşa en Turquie, Rıdvan Yılmaz est formé par le Beşiktas où il effectue toute sa formation. Il s'agit du club qu'il a toujours supporté depuis son enfance. Yılmaz joue son premier match en professionnel le 8 avril 2019, lors d'une rencontre de championnat face à Çaykur Rizespor. Il entre en jeu à la place d'Adem Ljajić lors de cette rencontre remportée largement par son équipe sur le score de sept buts à deux.
Il joue plus régulièrement lors de la saison 2020-2021 malgré la concurrence de Fabrice N'Sakala à son poste. Le 1er mai 2021, il inscrit son premier but en professionnel, lors de la large victoire de son équipe en championnat contre Hatayspor. Il est sacré Champion de Turquie cette saison-là, glanant le premier titre de sa carrière. Le 18 mai il remporte la coupe de Turquie face à Antalyaspor, entrant en jeu lors de cette rencontre remportée par son équipe sur le score de deux buts à zéro.

### Glasgow Rangers
Le 25 juillet 2022, Rıdvan Yılmaz s'engage en faveur des Glasgow Rangers. Il signe un contrat de cinq ans avec le club écossais.
Yılmaz joue son premier match sous ses nouvelles couleurs le 2 août 2022, à l'occasion d'une rencontre de Ligue des champions contre le Royale Union saint-gilloise. Il entre en jeu à la place de Borna Barišić et son équipe s'incline par deux buts à zéro,. Le 29 octobre 2022, lors d'un match de championnat remporté par les Rangers face à l'Aberdeen FC (4-1 score final), Yılmaz sort au bout de huit minutes de jeu. Touché aux ischio-jambiers, l'arrière gauche turc est absent pour plusieurs mois. Il fait son retour à la compétition en mars 2023.
Yılmaz marque son premier but le 27 septembre 2023, lors d'une rencontre de coupe de la Ligue écossaise face au Livingston FC. Titularisé, il participe à la victoire de son équipe par quatre buts à zéro.
Le 24 janvier 2024 il inscrit son premier but dans le championnat écossais, face au Hibernian FC. Titularisé, il ouvre le score au bout de 30 minutes de jeu, et participe à la victoire de son équipe (0-3 score final).

### En sélection
Sélectionné à onze reprises avec l'équipe de Turquie des moins de 18 ans de football (tr) de 2018 à 2019, il marque notamment un but contre l'Irlande (nl) le 21 mars 2019, lors d'une rencontre remportée par son équipe (4-0).
Le 4 septembre 2020, Rıdvan Yılmaz joue son premier match avec l'équipe de Turquie espoirs en étant titularisé face à Andorre. Son équipe s'impose par un but à zéro ce jour-là.
En mai 2021, il est convoqué par Şenol Güneş, le sélectionneur de l'équipe nationale de Turquie, dans la liste des 26 joueurs turcs retenus pour participer à l'Euro 2020.

## Statistiques

### Statistiques détaillées
| Saison                | Club                  | Championnat           | Championnat | Championnat | Championnat | Coupe nationale | Coupe nationale | Coupe nationale | Coupe de la Ligue | Coupe de la Ligue | Coupe de la Ligue | Supercoupe | Supercoupe | Supercoupe | Compétition(s) continentale(s) | Compétition(s) continentale(s) | Compétition(s) continentale(s) | Compétition(s) continentale(s) | Turquie | Turquie | Turquie | Total | Total | Total |
| Saison                | Club                  | Division              | M.          | B.          | P.d.        | M.              | B.              | P.d.            | M.                | B.                | P.d.              | M.         | B.         | P.d.       | Comp.                          | M.                             | B.                             | P.d.                           | M.      | B.      | P.d.    | M.    | B.    | P.d.  |
| 2018-2019             | Beşiktaş JK           | Süper Lig             | 1           | 0           | 0           | -               | -               | -               | -                 | -                 | -                 | -          | -          | -          | -                              | -                              | -                              | -                              | -       | -       | -       | 1     | 0     | 0     |
| 2019-2020             | Beşiktaş JK           | Süper Lig             | 6           | 0           | 1           | 1               | 0               | 0               | -                 | -                 | -                 | -          | -          | -          | -                              | -                              | -                              | -                              | -       | -       | -       | 7     | 0     | 1     |
| 2020-2021             | Beşiktaş JK           | Süper Lig             | 18          | 1           | 2           | 2               | 0               | 0               | -                 | -                 | -                 | -          | -          | -          | C3                             | 1                              | 0                              | 0                              | 2       | 0       | 0       | 23    | 1     | 2     |
| 2021-2022             | Beşiktaş JK           | Süper Lig             | 27          | 3           | 4           | 3               | 0               | 0               | -                 | -                 | -                 | 1          | 0          | 0          | C1                             | 2                              | 0                              | 0                              | 4       | 0       | 2       | 37    | 3     | 6     |
| Sous-total            | Sous-total            | Sous-total            | 52          | 4           | 7           | 6               | 0               | 0               | -                 | -                 | -                 | 1          | 0          | 0          | -                              | 3                              | 0                              | 0                              | 6       | 0       | 2       | 68    | 4     | 9     |
| 2022-2023             | Rangers FC            | Premiership           | 9           | 0           | 2           | 2               | 0               | 0               | 2                 | 0                 | 0                 | -          | -          | -          | C1                             | 2                              | 0                              | 0                              | -       | -       | -       | 15    | 0     | 2     |
| 2023-2024             | Rangers FC            | Premiership           | 26          | 1           | 1           | 3               | 0               | 0               | 1                 | 1                 | 0                 | -          | -          | -          | C1+C3                          | 0+2                            | 0+0                            | 0+0                            | -       | -       | -       | 32    | 2     | 1     |
| Sous-total            | Sous-total            | Sous-total            | 35          | 1           | 3           | 5               | 0               | 0               | 3                 | 1                 | 0                 | 0          | 0          | 0          | -                              | 4                              | 0                              | 0                              | -       | -       | -       | 47    | 2     | 3     |
| Total sur la carrière | Total sur la carrière | Total sur la carrière | 87          | 5           | 10          | 11              | 0               | 0               | 3                 | 1                 | 0                 | 1          | 0          | 0          | -                              | 7                              | 0                              | 0                              | 6       | 0       | 2       | 115   | 6     | 12    |

## Palmarès

### En club
| Beşiktas JK - Championnat de Turquie - Champion en 2021 - Coupe de Turquie - Vainqueur en 2021 - Supercoupe de Turquie - Vainqueur en 2021 | - Rangers FC - Vainqueur de la Coupe de la Ligue écossaise en 2023 (en) - Finaliste de la Coupe de la Ligue écossaise en 2024 |